# Indioscaptor leptodactylus
Indioscaptor leptodactylus är en insektsart som först beskrevs av Lucien Chopard 1928.  Indioscaptor leptodactylus ingår i släktet Indioscaptor och familjen mullvadssyrsor. Inga underarter finns listade i Catalogue of Life.